# Forme en arche
Une forme en arche est une forme musicale basée sur la répétition, dans un ordre inversé, de toutes (ou presque toutes) les sections musicales de manière à former une forme générale symétrique (le plus souvent autour d'une section centrale). Les sections ne sont pas forcément répétées parfaitement à l'identique, du moment que l'essentiel du matériel thématique est bien rejoué. La plus simple (et donc la plus courante) des formes en arche est A–B–C–B–A. Pierre Boulez la nommait « forme en cloche ».
Il s'agit en quelque sorte de l'élargissement de forme A–B–A, très répandue depuis le repond grégorien et présente dans le menuet et trio. À l'opéra, Claudio Monteverdi organise la forme des cinq actes de L'Orfeo (1607) dans cette symétrie ; le prologue, articulé en cinq stances également. Le troisième acte, au centre, étant lui-même symétrique aux six stances de l'aria d'Orphée Possete spirto, située au cœur de l'œuvre. 
Le Prélude à l'après-midi d'un faune de Claude Debussy peut correspondre à cette organisation, entre l'éveil et le rendormissement du faune. 
Béla Bartók est reconnu pour être le père de la forme en arche et pour son utilisation régulière dans la plupart de ses œuvres, notamment dans les quatrième et cinquième quatuors à cordes, le Concerto pour orchestre, la Musique pour cordes, percussion et célesta, le second concerto pour piano et dans une moindre mesure dans le second concerto pour violon,.
Certains musiciens vont même jusqu'à utiliser un procédé rétrograde de A dans la dernière partie à l'instar de Guillaume de Machaut dans le rondeau Ma fin est mon commencement, par exemple Alban Berg, dans la Suite lyrique (1926) : le scherzo noté Allegro misterioso est réintroduit sous sa forme rétrograde après le Trio estatico.
L’Adagio pour cordes de Samuel Barber et le Quatuor à cordes n°8 en ut mineur de Dmitri Chostakovitch utilisent aussi une forme en arche. Parmi les compositeurs contemporains, on peut noter que Luigi Dallapiccola y a eu recours à plusieurs reprises (Cinque canti, Ulisse, Commiato), ainsi que Steve Reich (par exemple dans Reich/Richter et Music for 18 musicians).
Pour le musicologue Paul Wilson, cette forme crée de l'intérêt par l'interaction entre « mémoire, variation et progression ». Bien que la forme semble être statique et nier le progrès, les paires de mouvements créent un « processus non directionnel » avec le centre, et la forme « engendre en fait des possibilités expressives spécifiques qui seraient autrement indisponibles pour l'œuvre dans son ensemble ».